# Alexander Crum Brown
Alexander Crum Brown (Edimburgo, 26 de março de 1838 – 28 de dezembro de 1922) foi um químico orgânico da Escócia.

## Biografia
Ele era um químico orgânico que desenvolveu um sistema altamente influente para representar moléculas. A imagem mais larga na Escócia na época está estabelecida em nossa Linha do tempo histórica.
Alexander Crum Brown nasceu em Edimburgo, o único filho de um ministro da igreja. Ele foi educado no Royal High School, em 1854, se tornou um estudante na Universidade de Edimburgo, formando-se em química em 1858. Ele então estudou medicina em Edimburgo e se formou em seu MD em 1861. Enquanto isso, ele também estava estudando para um grau de ciências na Universidade de Londres, e obteve o primeiro doutorado em ciências da universidade em 1862. Ele então estudou química na Universidade de Leipzig na Alemanha sob Robert Bunsen. Por volta desse tempo, ele se casou com Jane Porter e, posteriormente, moraram juntos em Edimburgo.
O trabalho mais original de Crum Brown foi em 1864, quando ele desenvolveu um meio de desenhar diagramas de moléculas e compostos. Embora pareça óbvio hoje, seu sistema de encerrar os símbolos atômicos em círculos, com moléculas que compreendem átomos ligados por linhas de uma maneira que satisfazia a valência de cada átomo, foi rompido. O trabalho foi publicado no The Journal of the Chemical Society de Londres em 1865.
Em 1869, Crum Brown foi nomeado Professor de Química na Universidade de Edimburgo. Ele ocupou o cargo até 1908. Em 1864 ele foi nomeado membro da Sociedade Real de Edimburgo. Ele se tornou um membro da Sociedade Real de Londres em 1879; foi presidente da seção de química da associação britânica em 1874; e foi presidente da Chemical Society de 1891 a 1893. Alexander Crum Brown morreu em Edimburgo no dia 28 de dezembro de 1922. Ele havia feito mais do que qualquer outra pessoa para estabelecer a química como um assunto importante na Universidade de Edimburgo e a cátedra de química continua sendo chamada depois dele.

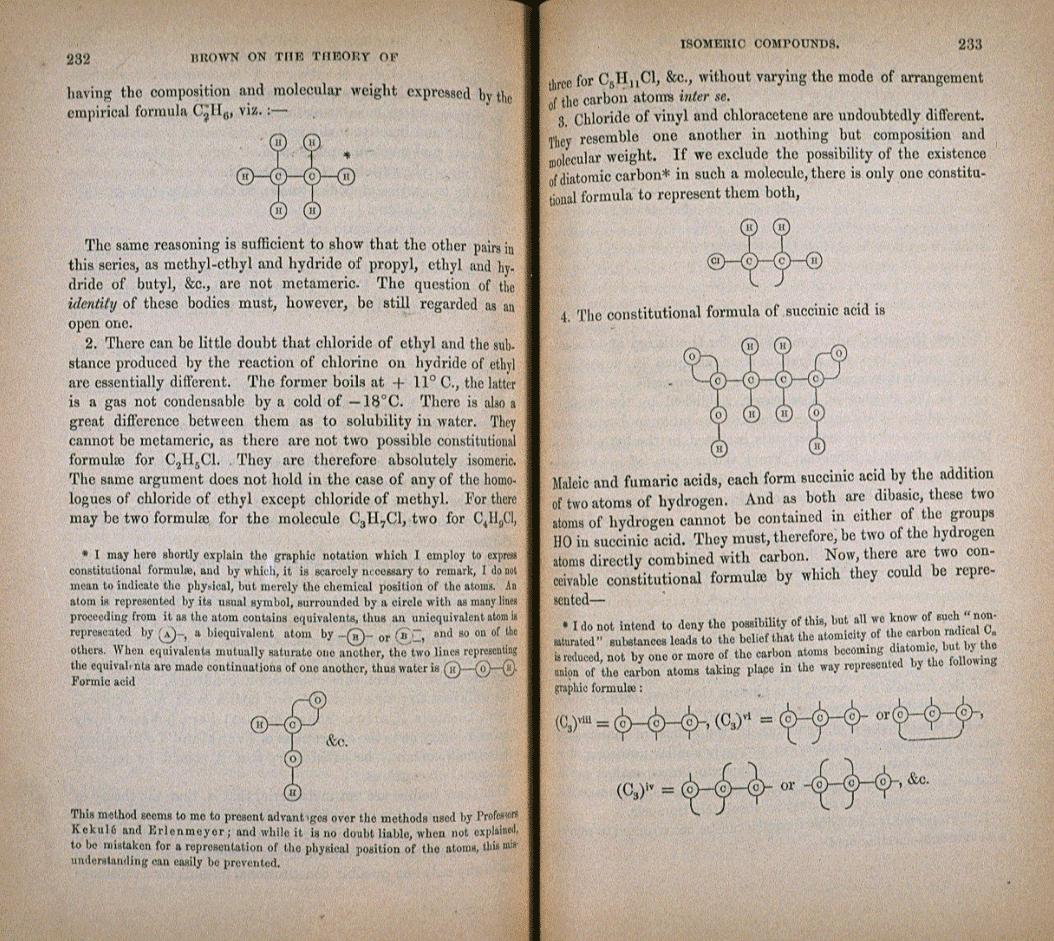
Trecho do influente artigo de Alexander Crum Brown.